# Амонд (Висконсин)
Амонд (енгл. Almond) град је у америчкој савезној држави Висконсин.

## Демографија
По попису из 2010. године број становника је 448, што је 11 (-2,4%) становника мање него 2000. године.
| Група             | 2000.       | 2010.       |
| Белци             | 424 (92,4%) | 384 (85,7%) |
| Афроамериканци    | 1 (0,2%)    | 1 (0,2%)    |
| Азијати           | 1 (0,2%)    | 2 (0,4%)    |
| Хиспаноамериканци | 33 (7,2%)   | 59 (13,2%)  |
| Укупно            | 459         | 448         |